# سدیم سوربات
سدیم سوربات (به انگلیسی: Sodium sorbate) با فرمول شیمیایی C6H7NaO2 یک ترکیب شیمیایی با شناسه پاب‌کم 7005 است. که جرم مولی آن ۱۳۴٫۱۰۸۳۵ گرم بر مول می‌باشد. 